# Svetovno prvenstvo v slalomu na divjih vodah 2010
Svetovno prvenstvo v slalomu na divjih vodah 2010 je triintrideseto tekmovanje za Svetovno prvenstvo v kajaku in kanuju na divjih vodah v organizaciji Mednarodne kajakaške zveze. Tekmovanje je potekalo med 8. in 12. septembrom 2010 na Tacenskem kajakaškem poligonu, ki je bil tekmovanje gostil že v letih 1955 in 1991. Potekalo je skupno v desetih disciplinah, po dve posamični in ekipni v moškem kajaku, ter po ena posamična in ekipna v moškem kanuju ter ženskih kajaku in kanuju.

## Tekmovalni spored
7. september
- 16:00 - 17:30: Uradno srečanje vodij reprezentanc.
- 20:00 - 21:30: Otvoritvena slovesnost.

8. september
- 10:00 - 10:30: Demonstracijska vožnja pred predtekmovanji.
- 14:30 - 18:00: Predtekmovanja v C-2 in K-1Ž.

9. september
- 10:00 - 13:30: Predtekmovanja v C-1M in C-1Ž.
- 15:00 - 18:30: Predtekmovanja v K-1M.
- 20:00: Sprejem za vodje reprezentanc in uradne predstavnike tekmovanja.

10. september
- 10:00 - 12:30: Predtekmovanja v ekipnih tekmah vseh disciplin.
- 15:00 - 16:30: Finala ekipnih tekmah vseh disciplin.
- 16:40: Podelitev medalj v ekipnih tekmah vseh disciplin.
- 18:00 - 18:30: Demonstracijska vožnja pred finali.
- 20:00: Sprejem za vodje reprezentanc in VIP goste.

11. september
- 11:00: Polfinale v C-2 in K-1Ž.
- 14:30: Finale v C-2 in K-1Ž.
- 15:30: Podelitev medalj v C-2 in K-1Ž.

12. september
- 9:30: Polfinale v C-1M, C-1Ž in K-1M.
- 14:30: Finale v C-1M in C-1Ž.
- 15:25: Podelitev medalj v C-1M in C-1Ž.
- 15:35: Finale v K-1M.
- 16:10: Podelitev medalj v K-1M.
- 16:30: Zaključna slovesnost.

## Dobitniki medalj

### Moški

#### Kanu
| Disciplina | Zlato | Zlato  | Srebro                                                                                          | Srebro | Bron | Bron   |
| C-1        | Tony Estanguet (FRA)                                                                                              | 95,70  | Michal Martikán (SVK)                                                                           | 98,61  | Jordi Domenjo (Španija)                                                                                   | 99,41  |
| C-1 ekipno | Slovaška Michal Martikán Alexander Slafkovsky Matej Benus                                                         | 105,34 | Nemčija · Sideris Tasiadis · Jan Benzien · Franz Anton                                          | 106,71 | Češka Stanislav Ježek Jan Mašek Michal Jane                                                               | 110,67 |
| C-2        | Slovaška Pavol Hochschorner Peter Hochschorner                                                                    | 105,35 | Francija · Denis Chanut Gargaud · Fabien Lefèvre                                                | 109,00 | Združeno kraljestvo David Florence Richard Hounslow                                                       | 109,36 |
| C-2 ekipno | Francija · Denis Chanut Gargaud in Fabien Lefèvre · Gauthier Klauss in Matthieu Peche · Pierre Picco in Hugo Biso | 124,90 | Češka Jaroslav Volf in Ondrej Stepanek Tomaš Koplik in Jakub Vrzan Lukas Prinda in Jan Havliček | 125,70 | Nemčija · Kai Mueller in Kevin Mueller · Robert Behling in Thomas Becker · David Schroeder in Frank Henze | 126,78 |

#### Kajak
| Disciplina | Zlato                                                       | Zlato  | Srebro                                                     | Srebro | Bron                                                    | Bron   |
| K-1        | Daniele Molmenti (ITA)                                      | 91,00  | Vavřinec Hradílek (Češka)                                  | 91,56  | Jure Meglič (SLO)                                       | 93,74  |
| K-1 ekipno | Nemčija · Alexander Grimm · Fabian Doerfler · Hannes Aigner | 101,80 | Francija · Pierre Bourliaud · Boris Neveu · Fabien Lefèvre | 102,92 | Italija Daniele Molmenti Diego Paolini Stefano Cipressi | 103,55 |

### Ženske

#### Kanu
| Disciplina | Zlato                                                     | Zlato  | Srebro                                                            | Srebro | Bron                                            | Bron   |
| C-1        | Jana Dukátová (SVK)                                       | 125,71 | Leanne Guinea (AUS)                                               | 131,90 | Jessica Fox (AUS)                               | 134,18 |
| C-1 ekipno | Češka Štěpánka Hilgertová Irena Pavelková Marie Řihošková | 126,23 | Nemčija · Jennifer Bongardt · Jasmin Schornberg · Melanie Pfeifer | 131,42 | Slovenija Eva Terčelj Nina Mozetič Urša Kragelj | 136,11 |

#### Kajak
| Disciplina | Zlato                                                     | Zlato  | Srebro                                                            | Srebro | Bron                                            | Bron   |
| K-1        | Corinna Kuhnle (Avstrija)                                 | 102,64 | Jana Dukátová (SVK)                                               | 107,73 | Violetta Oblinger-Peters (Avstrija)             | 110,06 |
| K-1 ekipno | Češka Štěpánka Hilgertová Irena Pavelkova Marie Rihosková | 126,23 | Nemčija · Jennifer Bongardt · Jasmin Schornberg · Melanie Pfeifer | 131,42 | Slovenija Eva Terčelj Nina Mozetič Urša Kragelj | 136,11 |

## Medalje po državah
*   Država gostiteljica ( Slovenija)
| Poz.       | Država                    | Zlato | Srebro | Bron | Skupaj |
| ---------- | ------------------------- | ----- | ------ | ---- | ------ |
| 1          | Slovaška (SVK)            | 3     | 2      | 0    | 5      |
| 2          | Francija (FRA)            | 2     | 2      | 0    | 4      |
| 3          | Nemčija (GER)             | 1     | 2      | 1    | 4      |
| 3          | Češka (CZE)               | 1     | 2      | 1    | 4      |
| 5          | Italija (ITA)             | 1     | 0      | 1    | 2      |
| 5          | Avstrija (AUT)            | 1     | 0      | 1    | 2      |
| 7          | Avstralija (AUS)          | 0     | 1      | 1    | 2      |
| 8          | Slovenija (SLO)*          | 0     | 0      | 2    | 2      |
| 9          | Španija (ESP)             | 0     | 0      | 1    | 1      |
| 9          | Združeno kraljestvo (GBR) | 0     | 0      | 1    | 1      |
| Skupaj: 10 | Skupaj: 10                | 9     | 9      | 9    | 27     |